# Третья краевая задача
Задача Робена, задача Ньютона, третья краевая задача, задача импедансного типа — разновидность краевой задачи для дифференциальных уравнений. Названа в честь французского математика Виктора Робена и британского физика Исаака Ньютона.

## Постановка задачи
В самом общем виде задача ставится следующим образом: решить дифференциальное уравнение в частных производных, вида
{\displaystyle Lu=f(\mathbf {x} )} в области {\displaystyle \Omega }
При граничных условиях следующего вида:
{\displaystyle \left.\left(au+b{\frac {\partial u}{\partial \mathbf {n} }}\right)\right|_{\partial \Omega }=g(\mathbf {x} )}
Такая задача называется третьей краевой задачей.

## Физическая интерпретация
Поскольку третьи краевые задают связь между искомой функцией и её нормальной производной на границе области, то в зависимости от решаемой задачи используются разные способы задания и интерпретации третьих краевых:
- Для уравнения теплопроводности задаются в виде {\displaystyle -\lambda {\frac {\partial u}{\partial \mathbf {n} }}=\beta (u-u_{\beta }(\mathbf {x} ))} — теплообмен по закону Ньютона-Рихмана[1].
- Для скалярных уравнений, получаемых из уравнений Максвелла, задаётся в похожем виде {\displaystyle -\mu ^{-1}{\frac {\partial E}{\partial \mathbf {n} }}=\beta (E-u_{\beta }(\mathbf {x} ))} (если уравнение относительно напряжённости электрического поля) и означает связь между электрическим и магнитным полем на границе области.
- Для векторных уравнений, получаемых из уравнений Максвелла записать третьи краевые, с учётом связи {\displaystyle \mathbf {H} =\mu ^{-1}\nabla \times \mathbf {E} }, можно следующим образом[2]:

{\displaystyle -\mathbf {E} \times \mathbf {n} +\sigma (\mathbf {H} \times \mathbf {n} )\times \mathbf {n} =Q(\mathbf {E} \times \mathbf {n} +\sigma (\mathbf {H} \times \mathbf {n} )\times \mathbf {n} )+\mathbf {g} =0}

## Аналитическое решение
Аналитическое решение третьей краевой задачи можно найти с помощью теории потенциала.

## Численное решение
В каждом численном методе решения дифференциальных уравнений свои особенности учёта третьих краевых, например:
- В методе конечных разностей строится разностная схема вида {\displaystyle au_{i}+Ru_{i}=g(\mathbf {x} _{i})}, где {\displaystyle R} — разностный оператор и полученное уравнение добавляется в систему.
- В методе конечных элементов третьи краевые являются естественными и учитываются на уровне вариационной постановки, получаются добавки в матрицу и в правую части[1]:

{\displaystyle \int _{\partial \Omega }{\beta \varphi _{i}(\mathbf {x} )\varphi _{j}(\mathbf {x} )dx}} — добавка в {\displaystyle i}-й, {\displaystyle j}-й элемент матрицы;
{\displaystyle \int _{\partial \Omega }{\beta u_{\beta }(\mathbf {x} )\varphi _{i}(\mathbf {x} )dx}} — добавка в {\displaystyle i}-й элемент правой части.